# Andrea Mead-Lawrence
Andrea Mead-Lawrence (* 19. April 1932 in Rutland, Vermont; † 30. März 2009 in Mammoth Lakes, Kalifornien) war eine US-amerikanische Skirennläuferin. Sie war Ende der 1940er- und in den 1950er-Jahren in den Disziplinen Slalom und Riesenslalom erfolgreich.

## Biografie
Meads Familie war im Besitz von Pico Mountain, einem der ersten Wintersportgebiete in Vermont. Als 14-Jährige wurde sie in die Nationalmannschaft aufgenommen; ein Jahr später nahm sie an den Olympischen Winterspielen 1948 in St. Moritz teil, wo sie im Slalom am 5. Februar auf den achten Platz fuhr. Bei den Weltmeisterschaften 1950 in Aspen wurde sie am 15. Februar in derselben Disziplin Sechste. Mead gewann 1950 und 1953 den Harriman Cup in Sun Valley und siegte 1951 (14. Januar; dazu auch Rang 6 in der Abfahrt am 12. Januar) und 1952 im Riesenslalom der SDS-Rennen in Grindelwald, bei denen sie in denselben Jahren jeweils Zweite in Slalom und Kombination wurde. 1956 gelangen ihr dort noch mit jeweils Rang drei im Slalom und in der Kombination zwei Podiums.

Von 1949 bis 1955 gewann sie insgesamt zehn US-amerikanische Meistertitel in allen Disziplinen.
Die größten Erfolge ihrer Karriere feierte Mead bei den Olympischen Winterspielen 1952: In Oslo gewann sie sowohl im Slalom als auch im Riesenslalom die Goldmedaille; sie war somit die erste amerikanische Skirennläuferin, die zweimal Olympiasiegerin wurde. Vier Jahre später verpasste sie in Cortina d’Ampezzo als Vierte des Riesenslaloms eine weitere Medaille nur knapp. 1958 wurde sie in die National Ski Hall of Fame aufgenommen.
1951 heiratete Mead den Skirennläufer David Lawrence und zog mit ihm in den Sechziger-Jahren nach Aspen. Dort gehörte sie während mehrerer Jahre der städtischen Planungskommission an. 1967 ließ sie sich scheiden und zog mit ihren fünf Kindern nach Mammoth Lakes. 1982 wurde sie in den Rat von Mono County gewählt und hatte dieses Amt 16 Jahre lang inne.
2003 gründete sie das Andrea Lawrence Institute for Mountains and Rivers, eine Naturschutzorganisation, die sich im östlichen Teil der Sierra Nevada engagiert. Mead-Lawrence setzte sich auch für den Schutz des Mono Lake ein. Am 30. März 2009 starb sie nach langer Krankheit an Krebs. Im Januar 2013 erhielt zu ihren Ehren ein bislang unbenannter Berg mit 3731 m Höhe oberhalb von Mammoth Lake auf der Grenze des Yosemite-Nationalparks den Namen Mt. Andrea Lawrence.

## Statistik
|                        | Disziplin    | Platz |
| ---------------------- | ------------ | ----- |
| Oslo 1952              | Riesenslalom | 1.    |
|                        | Slalom       | 1.    |
| Cortina d’Ampezzo 1956 | Riesenslalom | 4.    |

## Werke
- Andrea Mead Lawrence, Sara Burnaby: A Practice of Mountains. Seaview Books, New York 1980, ISBN 0-87223-593-9.